# Acianthera sotoana
Acianthera sotoana är en orkidéart som beskrevs av Rodolfo Solano Gómez. Acianthera sotoana ingår i släktet Acianthera och familjen orkidéer. Inga underarter finns listade i Catalogue of Life.